# Peter Vuust
Peter Vuust (født 15. november 1961) er Cand.scient., ph.d., dansk jazzmusiker, komponist og hjerneforsker. Han er desuden leder af Danmarks Grundforskningsfonds Center for Music in the Brain samt professor ved Det Jyske Musikkonservatorium og Aarhus Universitet.

## Diskografi
- Travel Light, 1995
- The Big View, 1998
- Homesick, 2003
- Image of Falling, 2005
- September Song, 2013